# Врбове
Врбове (словац. Vrbové, нем. Vrbau, венг. Verbó) — город в западной Словакии. 
Население — около 6 тысяч человек.

## Название
Название происходит от слова «верба» (словац. vŕba) и означает «вербное».

## История
Врбове впервые упоминается в 1113 году. В XIV веке упоминается уже как город. В 1599 и 1663 годах город сожгли турки. Начиная с 1696 года во Врбовом проводятся знаменитые ярмарки. В середине XX века во Врбовом открывается текстильный завод «Трикота», который действует и поныне.

## Население
| Год:                | 1994 | 2004    | 2014    | 2024    |
| ------------------- | ---- | ------- | ------- | ------- |
| Количество человек: | 6162 | 6300    | 6091    | 5554    |
| Разница:            |      | +2,23 % | −3,31 % | −8,81 % |

## Достопримечательности
- Костёл св. Мартина
- Лютеранская кирха
- Монастырь
- Синагога
- Падающая башня
- Курия Бенёвского

## Уроженцы
- Раввин Хаим Зоненфельд
- Раввин Давид Цви Хоффман
- Авантюрист, «король Мадагаскара» Мориц Бенёвский
- Словацкий футболист Йозеф Адамец